# Gmina Helme
Gmina Helme  (est. Helme vald) – gmina wiejska w Estonii, w prowincji Valga.
W skład gminy wchodzą:
- 1 miasto: Helme,
- 14 wsi: Ala, Holdre, Jõgeveste, Kalme, Karjatnurme, Kirikuküla, Koorküla, Kähu, Linna, Möldre, Patküla, Pilpa, Roobe, Taagepera.